# Wahlkreis Deux-Sèvres I
Der Wahlkreis  Deux-Sèvres I ist seit 1958 ein französischer Wahlkreis im Département Deux-Sèvres.

## Abgeordnete des Wahlkreises
| Legislatur- periode | Gewählt | Gewählt            | Partei                             |
| ------------------- | ------- | ------------------ | ---------------------------------- |
| 9.                  |         | André Clert        | Parti socialiste                   |
| 10.                 |         | Jacques Brossard   | Union pour la démocratie française |
| 11.                 |         | Geneviève Gaillard | Parti socialiste                   |
| 12.                 |         | Geneviève Gaillard | Parti socialiste                   |
| 13.                 |         | Geneviève Gaillard | Parti socialiste                   |
| 14.                 |         | Geneviève Gaillard | Parti socialiste                   |
| 15.                 |         | Guillaume Chiche   | La République En Marche            |
| 16.                 |         | Bastien Marchive   | Renaissance                        |

## Wahlergebnisse

### Parlamentswahl 2002
| Kandidaten                                                            | Kandidaten                       | Parteien                                        | 1. Wahlgang | 1. Wahlgang | 2. Wahlgang | 2. Wahlgang |
| Kandidaten                                                            | Kandidaten                       | Parteien                                        | Stimmen     | %           | Stimmen     | %           |
| --------------------------------------------------------------------- | -------------------------------- | ----------------------------------------------- | ----------- | ----------- | ----------- | ----------- |
|                                                                       | Geneviève Perrin-Gaillardgewählt | SOC – Parti socialiste                          | 15.905      | 39,6        | 19.996      | 52,1        |
|                                                                       | Jacques Brossard                 | UDF – Union pour la démocratie française        | 12.642      | 31,5        | 18.373      | 47,9        |
|                                                                       | Jacqueline Lefebvre              | UMP – Mouvement pour la majorité présidentielle | 4.913       | 12,2        |             |             |
|                                                                       | Jean-Romée Charbonneau           | FN – Front national                             | 1.623       | 4,0         |             |             |
|                                                                       | Nicolle Gravat                   | VEC – Les Verts                                 | 1.149       | 2,9         |             |             |
|                                                                       | Rodolphe Challet                 | SOC – Unabh. (PS Dissident)                     | 832         | 2,1         |             |             |
|                                                                       | Dominique Baudin                 | COM – Parti communiste français                 | 690         | 1,7         |             |             |
|                                                                       | Gisèle Sicot                     | LCR – Ligue communiste révolutionnaire          | 666         | 1,7         |             |             |
|                                                                       | Jérôme Baloge                    | PREP – Pôle républicain                         | 424         | 1,1         |             |             |
|                                                                       | Jean-Louis Dubreuil              | CPNT – Chasse, pêche, nature, traditions        | 404         | 1,0         |             |             |
|                                                                       | Maryse Vallée                    | LO – Lutte Ouvrière                             | 366         | 0,9         |             |             |
|                                                                       | Marinette Veyssière              | EXG – Parti del travailleurs                    | 249         | 0,6         |             |             |
|                                                                       | Jean-Gabriel Hernandez           | ECO – Génération écologie                       | 219         | 0,5         |             |             |
|                                                                       | Christiane Veaux                 | MNR – Mouvement national républicain            | 93          | 0,2         |             |             |
| Gesamt                                                                | Gesamt                           | Gesamt                                          | 40.175      | 100         | 38.369      | 100         |
|                                                                       |                                  |                                                 |             |             |             |             |
| Ungültige Stimmen                                                     | Ungültige Stimmen                | Ungültige Stimmen                               | 697         | 1,7         | 776         | 2,0         |
| Wähler                                                                | Wähler                           | Wähler                                          | 40.872      | 68,0        | 39.145      | 65,1        |
| Wahlberechtigte                                                       | Wahlberechtigte                  | Wahlberechtigte                                 | 60.102      |             | 60.101      |             |
|                                                                       |                                  |                                                 |             |             |             |             |
| Quellen: Innenministerium, Ergebnis – Assemblée nationale, Kandidaten |                                  |                                                 |             |             |             |             |

### Parlamentswahl 2007
| Kandidaten               | Kandidaten           | Parteien                                                      | 1. Wahlgang | 1. Wahlgang | 2. Wahlgang | 2. Wahlgang |
| Kandidaten               | Kandidaten           | Parteien                                                      | Stimmen     | %           | Stimmen     | %           |
| ------------------------ | -------------------- | ------------------------------------------------------------- | ----------- | ----------- | ----------- | ----------- |
|                          | Jérôme Balogegewählt | SOC – Parti socialiste                                        | 18.699      | 48,6        | 23.871      | 65,2        |
|                          | Frédéric Rouillé     | UMP – Union pour un mouvement populaire                       | 11.656      | 30,3        | 12.717      | 34,8        |
|                          | Fabien Waechter      | UDFD – Union pour la démocratie française/Mouvement démocrate | 2.327       | 6,0         |             |             |
|                          | Serge Morin          | VEC – Les Verts                                               | 1.629       | 4,2         |             |             |
|                          | Frédéric Giraud      | COM – Parti communiste français                               | 1.243       | 3,2         |             |             |
|                          | France Barraud       | MPF – Mouvement pour la France                                | 842         | 2,2         |             |             |
|                          | Lucie Chaumeron      | FN – Front national                                           | 742         | 1,9         |             |             |
|                          | Isabelle Leruste     | ECO – Génération écologie                                     | 464         | 1,2         |             |             |
|                          | Alain-Marc Goyat     | DIV – Unabh.                                                  | 336         | 0,9         |             |             |
|                          | Maryse Vallée        | EXG – Lutte Ouvrière                                          | 301         | 0,8         |             |             |
|                          | Marinette Veyssière  | EXG – Parti des travailleurs                                  | 244         | 0,6         |             |             |
|                          | Marie-Claire Kaluzny | DIV – Unabh.                                                  | 0           | 0,0         |             |             |
| Gesamt                   | Gesamt               | Gesamt                                                        | 38.483      | 100         | 36.588      | 100         |
|                          |                      |                                                               |             |             |             |             |
| Ungültige Stimmen        | Ungültige Stimmen    | Ungültige Stimmen                                             | 729         | 1,9         | 997         | 2,7         |
| Wähler                   | Wähler               | Wähler                                                        | 39.212      | 60,9        | 37.585      | 58,4        |
| Wahlberechtigte          | Wahlberechtigte      | Wahlberechtigte                                               | 64.340      |             | 64.320      |             |
|                          |                      |                                                               |             |             |             |             |
| Quelle: Innenministerium |                      |                                                               |             |             |             |             |

### Parlamentswahl 2012
| Kandidaten               | Kandidaten           | Parteien                                         | 1. Wahlgang | 1. Wahlgang | 2. Wahlgang | 2. Wahlgang |
| Kandidaten               | Kandidaten           | Parteien                                         | Stimmen     | %           | Stimmen     | %           |
| ------------------------ | -------------------- | ------------------------------------------------ | ----------- | ----------- | ----------- | ----------- |
|                          | Jérôme Balogegewählt | SOC – Parti socialiste                           | 21.446      | 42,4        | 26.707      | 56,2        |
|                          | Jérôme Baloge        | PRV – Parti radical valoisien                    | 15.494      | 30,6        | 20.814      | 43,8        |
|                          | Nathalie Seguin      | FG – Front de gauche (Parti communiste français) | 4.747       | 9,4         |             |             |
|                          | Lucie Chaumeron      | FN – Front national                              | 3.437       | 6,8         |             |             |
|                          | Virginie Léonard     | VEC – Europe Écologie-Les Verts                  | 2.926       | 5,8         |             |             |
|                          | Jean-Michel Prieur   | CEN – Mouvement démocrate                        | 1.682       | 3,3         |             |             |
|                          | Michel Mignard       | ECO – Cap21                                      | 464         | 0,9         |             |             |
|                          | Maryse Vallée        | EXG – Lutte Ouvrière                             | 380         | 0,8         |             |             |
| Gesamt                   | Gesamt               | Gesamt                                           | 50.576      | 100         | 47.521      | 100         |
|                          |                      |                                                  |             |             |             |             |
| Ungültige Stimmen        | Ungültige Stimmen    | Ungültige Stimmen                                | 931         | 1,8         | 1.871       | 3,8         |
| Wähler                   | Wähler               | Wähler                                           | 51.507      | 58,2        | 49.392      | 55,9        |
| Wahlberechtigte          | Wahlberechtigte      | Wahlberechtigte                                  | 88.446      |             | 88.435      |             |
|                          |                      |                                                  |             |             |             |             |
| Quelle: Innenministerium |                      |                                                  |             |             |             |             |

### Parlamentswahl 2017
| Kandidaten               | Kandidaten              | Parteien                                 | 1. Wahlgang | 1. Wahlgang | 2. Wahlgang | 2. Wahlgang |
| Kandidaten               | Kandidaten              | Parteien                                 | Stimmen     | %           | Stimmen     | %           |
| ------------------------ | ----------------------- | ---------------------------------------- | ----------- | ----------- | ----------- | ----------- |
|                          | Guillaume Chichegewählt | REM – La République en marche            | 18.350      | 40,6        | 22.878      | 60,4        |
|                          | Nathalie Seguin         | LFI – La France insoumise                | 7.164       | 15,8        | 14.987      | 39,6        |
|                          | Marc Thébault           | LR – Les Républicains                    | 5.140       | 11,4        |             |             |
|                          | Élodie Truong           | SOC – Parti socialiste                   | 3.952       | 8,7         |             |             |
|                          | Coralie Dénoues         | DVD – Unabh.                             | 3.279       | 7,3         |             |             |
|                          | Martine Gendry          | FN – Front national                      | 3.106       | 6,9         |             |             |
|                          | Alain Piveteau          | DVG – Unabh.                             | 2.167       | 4,8         |             |             |
|                          | Cédric Charlier         | DLF – Debout la France                   | 720         | 1,6         |             |             |
|                          | Cyril Giraud            | EXD – Souveraineté, identité et libertés | 463         | 1,0         |             |             |
|                          | Maryse Vallée           | EXG – Lutte Ouvrière                     | 351         | 0,8         |             |             |
|                          | Joseph Abi-Nader        | DIV – Union populaire républicaine       | 280         | 0,6         |             |             |
|                          | Tristan Pélissier       | DIV – Unabh.                             | 238         | 0,5         |             |             |
| Gesamt                   | Gesamt                  | Gesamt                                   | 45.210      | 100         | 37.865      | 100         |
|                          |                         |                                          |             |             |             |             |
| Leere Stimmzettel        | Leere Stimmzettel       | Leere Stimmzettel                        | 688         | 1,5         | 2.005       | 4,9         |
| Ungültige Stimmzettel    | Ungültige Stimmzettel   | Ungültige Stimmzettel                    | 341         | 0,7         | 1.019       | 2,5         |
| Wähler                   | Wähler                  | Wähler                                   | 46.239      | 51,2        | 40.889      | 45,3        |
| Wahlberechtigte          | Wahlberechtigte         | Wahlberechtigte                          | 90.241      |             | 90.237      |             |
|                          |                         |                                          |             |             |             |             |
| Quelle: Innenministerium |                         |                                          |             |             |             |             |

### Parlamentswahl 2022
| Kandidaten               | Kandidaten              | Parteien                                                                   | 1. Wahlgang | 1. Wahlgang | 2. Wahlgang | 2. Wahlgang |
| Kandidaten               | Kandidaten              | Parteien                                                                   | Stimmen     | %           | Stimmen     | %           |
| ------------------------ | ----------------------- | -------------------------------------------------------------------------- | ----------- | ----------- | ----------- | ----------- |
|                          | Bastien Marchivegewählt | ENS – Ensemble ! (Parti radical valoisien)                                 | 13.741      | 30,2        | 22.511      | 52,0        |
|                          | François Charron        | NUP – Nouvelle union populaire écologique et sociale (La France insoumise) | 12.938      | 28,4        | 20.788      | 48,0        |
|                          | Guillaume Chiche        | DVC – Unabh. (LND Dissident)                                               | 7.884       | 17,3        |             |             |
|                          | Dorothée Champeau       | RN – Rassemblement National                                                | 5.869       | 12,9        |             |             |
|                          | Catherine Ganivet       | UDI – Union des démocrates et indépendants                                 | 1.704       | 3,7         |             |             |
|                          | Geneviève Masson        | ECO – Écologie au centre                                                   | 1.517       | 3,3         |             |             |
|                          | Matylde Brethenoux      | REC – Reconquête                                                           | 1.345       | 3,0         |             |             |
|                          | Danielle Vauzelle       | DXG – Lutte Ouvrière                                                       | 505         | 1,1         |             |             |
| Gesamt                   | Gesamt                  | Gesamt                                                                     | 45.503      | 100         | 43.299      | 100         |
|                          |                         |                                                                            |             |             |             |             |
| Leere Stimmzettel        | Leere Stimmzettel       | Leere Stimmzettel                                                          | 666         | 1,4         | 2.018       | 4,4         |
| Ungültige Stimmzettel    | Ungültige Stimmzettel   | Ungültige Stimmzettel                                                      | 304         | 0,7         | 952         | 2,1         |
| Wähler                   | Wähler                  | Wähler                                                                     | 46.473      | 51,1        | 46.269      | 50,9        |
| Wahlberechtigte          | Wahlberechtigte         | Wahlberechtigte                                                            | 90.920      |             | 90.925      |             |
|                          |                         |                                                                            |             |             |             |             |
| Quelle: Innenministerium |                         |                                                                            |             |             |             |             |

### Parlamentswahl 2024
| Kandidaten               | Kandidaten              | Parteien                                        | 1. Wahlgang | 1. Wahlgang | 2. Wahlgang | 2. Wahlgang |
| Kandidaten               | Kandidaten              | Parteien                                        | Stimmen     | %           | Stimmen     | %           |
| ------------------------ | ----------------------- | ----------------------------------------------- | ----------- | ----------- | ----------- | ----------- |
|                          | Bastien Marchivegewählt | DVC – Parti radical valoisien                   | 25.247      | 40,2        | 26.655      | 42,4        |
|                          | Nathalie Lanzi          | UG – Nouveau Front populaire (Parti socialiste) | 20.571      | 32,8        | 20.526      | 32,6        |
|                          | Dorothée Champeau       | RN – Rassemblement National                     | 15.447      | 24,6        | 15.732      | 25,0        |
|                          | Virginie Juliard        | REC – Reconquête                                | 773         | 1,2         |             |             |
|                          | Danielle Vauzelle       | EXG – Lutte Ouvrière                            | 698         | 1,1         |             |             |
|                          | Marc René Gaillard      | DVG – Unabh.                                    | 0           | 0,0         |             |             |
| Gesamt                   | Gesamt                  | Gesamt                                          | 62.736      | 100         | 62.913      | 100         |
|                          |                         |                                                 |             |             |             |             |
| Leere Stimmzettel        | Leere Stimmzettel       | Leere Stimmzettel                               | 1.298       | 2,0         | 1.059       | 1,6         |
| Ungültige Stimmzettel    | Ungültige Stimmzettel   | Ungültige Stimmzettel                           | 692         | 1,1         | 475         | 0,7         |
| Wähler                   | Wähler                  | Wähler                                          | 64.726      | 70,5        | 64.447      | 70,2        |
| Wahlberechtigte          | Wahlberechtigte         | Wahlberechtigte                                 | 91.748      |             | 91.752      |             |
|                          |                         |                                                 |             |             |             |             |
| Quelle: Innenministerium |                         |                                                 |             |             |             |             |

## Weblink
- Les archives des résultats des élections en France. In: Ministere de l’Interieur. Abgerufen am 3. November 2023 (französisch).